# کاستللوچو
کاستللوچو (به ایتالیایی: Castellucchio) یک کومونه در ایتالیا است که در استان منتووا واقع شده‌است.

## خصوصیات
کاستللوچو ۴۶٫۵ کیلومترمربع مساحت و ۵٬۰۶۴ نفر جمعیت دارد.